# 公共機関
公共機関（こうきょうきかん）とは、公共的な機関一般を指す概念。具体的には、
- 政府及び独立行政法人、特殊法人等の政府関係機関、地方公共団体及びその関係機関など行政機関全体
- 立法府（国会） 、司法府 （裁判所）

及び、
- 鉄道、空港などの交通機関
- 郵便局、運輸業などの輸送業者
- 電気通信事業者などの通信業者
- 電力会社、ガス会社、水道局などのライフライン
- 病院、診療所などの医療機関
- 大学、学校などの教育機関

などを総称した概念である。なお、事象により公共機関の範囲は異なるが、多くの場合、官公庁、役所などの公的な機関を指す。
一部には、民間委託などにより公共機関と呼びにくくなっているものも中にはある。
公共機関の定義としては、明確な定義は少ないが、韓国では公共機関の個人情報保護に関する法律により「国家行政機関・地方自治団体その他公共団体中大統領令が定める機関」と定めている。

## 指定公共機関・指定地方公共機関
日本では、災害対策基本法及び国民保護法、そして、新型インフルエンザ等対策特別措置法において、災害または武力攻撃事態、武力攻撃予測事態、緊急対処事態その他の緊急事態に際して国民の生命、身体、財産の安全を守る上で一定の義務を付与された機関として指定公共機関及び指定地方公共機関が定められている。
災害対策基本法第2条では「独立行政法人（独立行政法人通則法（平成11年法律第103号）第2条第1項に規定する独立行政法人をいう。）、日本銀行、日本赤十字社、日本放送協会その他の公共的機関及び電気、ガス、輸送、通信その他の公益的事業を営む法人で、内閣総理大臣が指定するもの」とされている。指定地方公共機関とは「地方独立行政法人（地方独立行政法人法（平成15年法律第118号）第2条第1項に規定する地方独立行政法人をいう。）及び港湾法（昭和25年法律第218号）第4条第1項の港湾局、土地改良法（昭和24年法律第195号）第5条第1項の土地改良区その他の公共的施設の管理者並びに都道府県の地域において電気、ガス、輸送、通信その他の公益的事業を営む法人で、当該都道府県の知事が指定するもの」とされる。